# つくばゴールデンチャレンジカップ
つくばゴールデンチャレンジカップは、全国のクラブ野球チームと茨城ゴールデンゴールズが対戦する大会である。第1回の正式名称は「つくばゴールデンチャレンジ 水戸信金カップ」。

## 主催等
- 主催 つくば市実行委員会
- 後援 日本野球連盟、つくば市、つくば都市振興財団
- 特別協賛 水戸信用金庫

## 概要
この大会は得点は競わず、パフォーマンス・プレー内容を報道陣・観客らが100点満点で採点する試合形式である。年間の優勝チームはランキングにより決める。YBCフェニーズ、千葉熱血MAKINGなどの5チームが参戦を表明している。初戦の茨城ゴールデンゴールズ － 一球幸魂倶楽部（旧埼玉硬式野球倶楽部）戦は2006年4月29日に茨城県つくば市（旧桜村地区）のさくら運動公園野球場（つくば市桜庁舎前）で開かれる。2006年11月12日まで全15試合を同球場にて行う。

## 沿革
- 2006年2月 日本野球連盟理事会において、特定非営利活動法人茨城ゴールデンゴールズ理事長の萩本欽一から、有料試合の「ゴールデンチャレンジカップ」開催につき申請がなされた。理事会においては試合の形式等を勘案するとして、その場では結論が出されなかった。
- 2006年4月5日 日本野球連盟の了承が得られ、萩本欽一が、全国のクラブ野球チームと茨城ゴールデンゴールズが対戦する「つくばゴールデンチャレンジカップ」を開催すると表明。

## 試合日程
（すべて2006年）
- 4月29日 対一球幸魂倶楽部
- 6月11日 対YBCフェニーズ（降雨ノーゲームにより後日再試合）
- 6月18日 対福島高専ホープス
- 7月9日 対コットンウェイ硬式野球倶楽部
- 7月15日 対佐久コスモスターズ硬式野球クラブ
- 8月19日
- 8月20日
- 9月9日
- 9月18日
- 9月30日
- 10月14日
- 10月21日
- 10月29日
- 11月5日
- 11月12日